# Neolestes
Neolestes is een monotypisch geslacht van zangvogels uit de familie buulbuuls (Pycnonotidae). De enige soort:
- Neolestes torquatus  – Zwartkraagbuulbuul